# يحيى فوفانا
يحيى فوفانا (مواليد 21 أغسطس 2000) هو لاعب كرة قدم فرنسي يلعب في مركز حارس المرمى في نادي أنجيه.

## روابط خارجية
- يحيى فوفانا على موقع الاتحاد الأوربي (الإنجليزية)
- يحيى فوفانا على موقع قاعدة بيانات كرة القدم.إي يو (الإنجليزية)
- يحيى فوفانا على موقع ليكيب (الفرنسية)
- يحيى فوفانا على موقع ناشيونال فوتبول تيمز (الإنجليزية)
- يحيى فوفانا على موقع Soccerbase.com (لاعب) (الإنجليزية)
- يحيى فوفانا على موقع Soccerway.com (الإنجليزية)
- يحيى فوفانا على موقع عالم كرة القدم.نت (الإنجليزية)